# Règle de l'octet

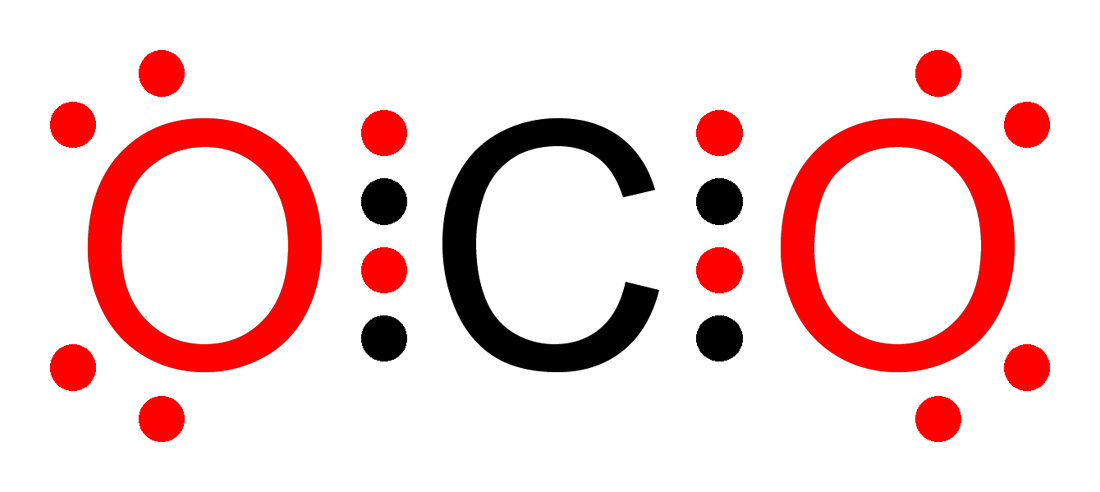
Représentation des liaisons chimiques dans le : chaque atome compte huit électrons, comme le veut la règle de l'octet ; la molécule de est donc stable.

La règle de l'octet est une règle chimique simple selon laquelle les éléments du groupe principal — bloc s et bloc p du tableau périodique — ayant un numéro atomique Z supérieur ou égal à 4 (correspondant au béryllium) tendent à se combiner de façon à avoir huit électrons dans leur couche de valence, ce qui leur donne la même configuration électronique qu'un gaz noble le plus proche de lui. La règle est utile en particulier pour des non-métaux tels que le carbone, l'azote, l'oxygène et les halogènes ainsi que les métaux alcalins et alcalino-terreux. Il existe d'autres règles semblables pour les autres éléments, comme la règle du duet relative aux trois premiers éléments du tableau (hydrogène, hélium, lithium) ou la règle des 18 électrons pour les métaux de transition (bloc d).
Les électrons de valence peuvent être dénombrés à l'aide d'un diagramme de Lewis comme ci-contre pour le dioxyde de carbone. Les électrons partagés par deux atomes dans une liaison covalente sont comptés deux fois, une pour chaque atome. Chaque atome d'oxygène du CO2 partage quatre électrons avec l'atome de carbone central : deux électrons proviennent de l'atome d'oxygène et deux proviennent de l'atome de carbone, de sorte que chacun de ces atomes compte huit électrons en tout, ce qui satisfait la règle de l'octet.

## Histoire
À la fin du XIXe siècle, le concept de valence était déjà utilisé pour expliquer les combinaisons d'atomes formant les composés moléculaires. En 1893, Alfred Werner montra que le nombre d'atomes ou de groupes d'atomes associés à un atome central (coordinence) est fréquemment 4 ou 6. Il observa que les autres coordinences jusqu'à un maximum de 8 sont possibles mais moins courantes. En 1904, Richard Abegg remarqua que la différence entre la valence positive maximale et la valence négative maximale d'un élément est fréquemment 8 (loi d'Abegg). Cette dernière règle a été utilisée en 1916 quand Gilbert Lewis formula la règle de l'octet dans le cadre de sa théorie de l'atome cubique.

## Justification et utilisation
En résumé, la couche de valence d'un élément est dite pleine quand elle contient 8 électrons, ce qui correspond à une configuration électronique ns2 np6, où n est le nombre quantique principal. Cette configuration électronique, qui correspond à celle des gaz nobles, est associée à une stabilité maximale. Les configurations électroniques des gaz nobles sont les suivantes :
| He | 1s2                    |
| Ne | [He] 2s2 2p6           |
| Ar | [Ne] 3s2 3p6           |
| Kr | [Ar] 4s2 3d10 4p6      |
| Xe | [Kr] 5s2 4d10 5p6      |
| Rn | [Xe] 6s2 4f14 5d10 6p6 |
Par convention, pour éviter d'écrire la configuration électronique des couches internes, on note le gaz noble précédent entre crochets. Par exemple, la configuration de l'argon est [Ne] 3s2 3p6, [Ne] signifiant la configuration électronique du néon. La couche la plus externe comporte ainsi 8 électrons ns2 np6, sauf dans le cas de l'hélium.
Une couche de valence « pleine » signifie qu'elle contient huit électrons quand la couche suivante commence à se remplir, même si les sous-couches associées à des nombres quantiques secondaires ℓ supérieurs à 1 (d, f ) ne sont pas remplies. Il ne peut y avoir que huit électrons dans une couche de valence car après une sous-couche np, il existe toujours une sous-couche (n+1)s appartenant à une couche supérieure (voir la page Règle de Klechkowski).
La règle de l'octet reflète le fait que les atomes réagissent souvent pour acquérir, perdre (liaison ionique) ou mettre en commun (liaison covalente) des électrons pour
posséder un octet complet d'électrons de valence.
Certains des atomes pour lesquels la règle de l'octet est la plus utile sont :
- le carbone C ;
- l'oxygène O ;
- les halogènes : le fluor F, le chlore Cl, le brome Br, l'iode I.

### Limitations
La règle de l'octet n'est strictement valable que pour les éléments de la 2e période du tableau périodique à partir du béryllium, tandis que la règle du duet s'applique pour l'hydrogène, l'hélium et le lithium.
À partir de la 4e période, on compte des éléments du bloc d, c'est-à-dire essentiellement des métaux de transition, qui ne sont pas des éléments du groupe principal et suivent par conséquent la règle des 18 électrons.

### Exemples
- L'atome de fluor, de symbole F, possède Z = 9 protons et donc 9 électrons ; sa configuration électronique peut s'écrire : [He] 2s2 2p5. Il doit gagner un électron pour en avoir huit sur sa couche externe et former ainsi l'anion F− de configuration électronique [He] 2s2 2p6.
- L'atome de sodium, de symbole Na, possède Z = 11 protons et donc 11 électrons ; sa configuration électronique est : [Ne] 3s1. Il lui suffit donc de perdre un électron pour avoir la même configuration électronique que le néon : [He] 2s2 2p6. Il forme ainsi le cation Na+.

## Décompte d'électrons dans les molécules
Pour déterminer si, dans une molécule, tous les atomes respectent la règle de l'octet, on compte :
- deux électrons pour chaque paire d'électrons localisée sur l'atome ;
- un électron pour chaque charge négative (de même, on enlève un électron pour chaque charge positive) ;
- deux électrons par liaison covalente, même si celle-ci résulte de la mise en commun d'un électron par atome. On considère que les électrons de la liaison se trouvent alternativement à proximité des deux atomes liés et donc sont décomptés dans le cadre de la vérification du respect de la règle de l'octet pour les deux atomes.

## Exceptions
- La règle du duet associée à la première couche. Le gaz noble hélium a deux électrons dans sa couche de valence (il n'y a pas de sous-couche 1p). L'hydrogène n'a besoin que d'un électron supplémentaire pour atteindre cette configuration tandis que le lithium a besoin d'en perdre un.
- Les atomes de bore ou d'aluminium dans les composés trivalents tels que BF3 ou AlCl3 ont seulement 6 électrons dans leur couche de valence. Ces molécules réagissent toutefois pour compléter leur octet : ce sont des acides de Lewis.
- Les radicaux, par exemple le monoxyde d'azote NO, contiennent un ou plusieurs atomes qui ont un nombre impair d'électrons (N dans NO est entouré de 7 électrons).
- Il existe des molécules hypervalentes dans lesquelles un élément du groupe principal est lié à plus de 4 atomes, par exemple le pentachlorure de phosphore PCl5 et l'hexafluorure de soufre SF6. Le décompte électronique pour les atomes centraux de ces molécules donnerait respectivement 10 et 12 électrons. Pour expliquer ceci, la participation des orbitales d, en violation de la règle de l'octet, a été invoquée, mais des modèles plus sophistiqués de la liaison chimique considèrent qu'il y a moins que deux électrons par liaison dans ces molécules (liaisons à 3 centres et 4 électrons).
- Pour les métaux de transition, la règle des 18 électrons remplace (avec de nombreuses exceptions) la règle de l'octet à cause de l'importance des orbitales d pour ces atomes.